# Armigers
Armigers – wieś w Anglii, w hrabstwie Essex. Leży 24 km na północny zachód od miasta Chelmsford i 55 km na północny wschód od Londynu.